# Rio Cremeniţa
O Rio Cremeniţa é um rio da Romênia, afluente do Răchita, localizado no distrito de Caraş-Severin.